# Azanidazol
Az azanidazol élénksárga, szagtalan por. Oldódik dimetilformamidban, dimetilszulfoxidban, ásványi olajakban és savakban. Kevéssé oldható dioxánban és acetonban..
Trichomoniázis elleni gyógyszer. E nemi úton terjedő betegséget a trichomonas vaginalis nevű egysejtű okozza.
Egy 55 fős vizsgálat során az egyik csoportban 93%-os, a másikban 100%-os volt a gyógyulási arány.
Egy patkányokon és nyulakon végzett kísérlet nem mutatott ki sem toxikus, sem teratogén hatást.

## Készítmények
Emberi használatra:
- Nitromidine
- Triclose

Magyarországon nincs forgalomban azanidazol-tartalmú készítmény.
Állatorvosi használatra:
- Premium Gamba